# Florian Alt

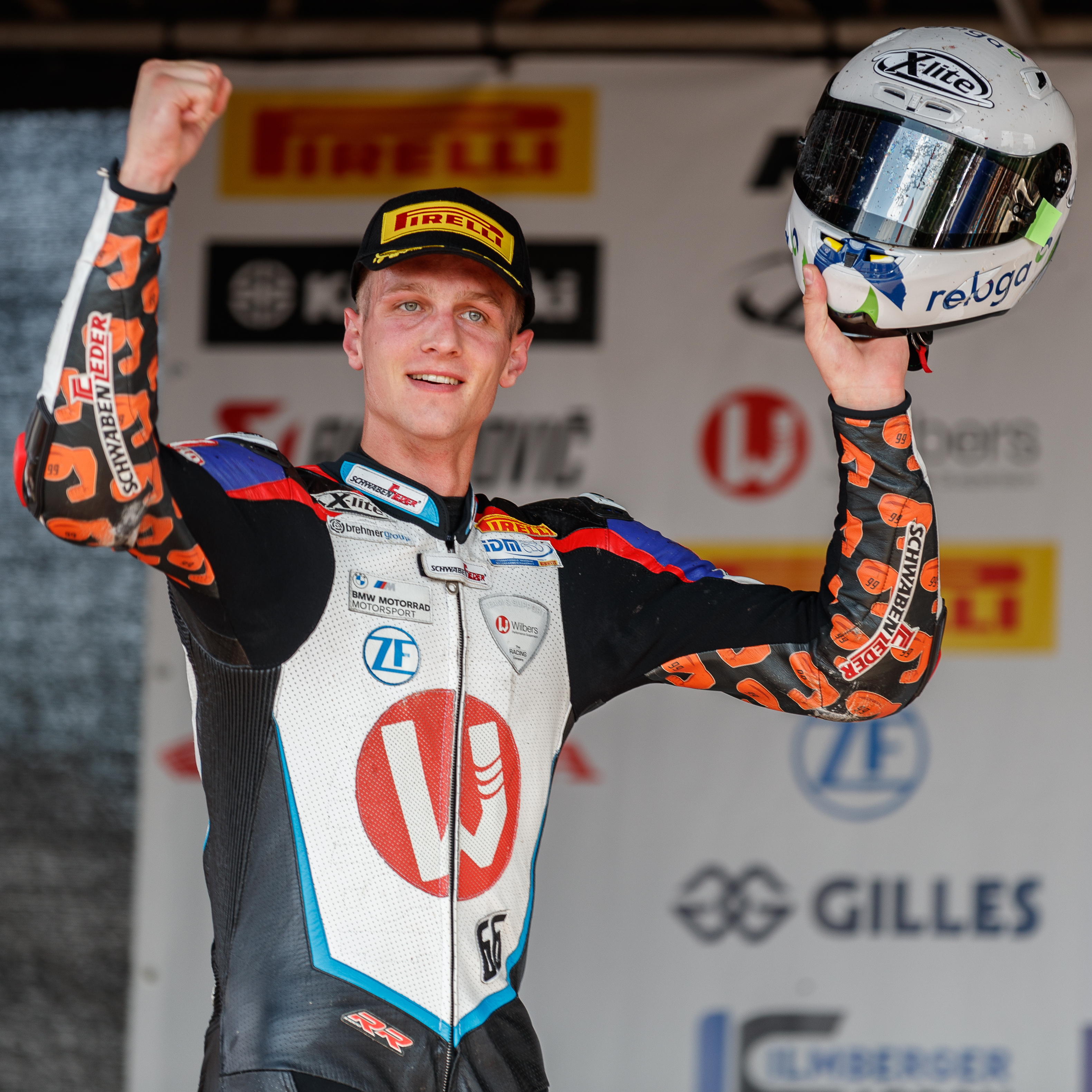
Florian Alt op de Schleizer Dreieck in 2022.

Florian Alt (Gummersbach, 30 april 1996) is een Duits motorcoureur. In 2012 werd hij kampioen in de FIM MotoGP Rookies Cup.

## Carrière
Alt begon zijn motorsportcarrière in de minibikes in 2003. Dat jaar werd hij tweede in de juniorklasse van de Pocketbike Cup. In 2004 en 2005 werd hij kampioen in de noordelijke divisie van de ADAC Minibike Cup. Daarnaast werd hij in 2005 ook derde in de 65cc-klasse van het minibikekampioenschap van de deelstaat Saksen. In 2006 werd hij vierde in deze klasse. In 2007 werd hij kampioen in de juniorklasse van de ADAC Minibike Cup; datzelfde jaar werd hij derde in de 50cc-klasse van het minibikekampioenschap van Saksen. In 2008 won hij de Zweitakt-Pokal en werd hij tweede in de IG Königsklasse.
In 2009 stapte Alt over naar het Duitse 125cc-kampioenschap. Hij kwam uit voor het ADAC Nordrhein Sport-Team en eindigde op plaats 27 in het klassement met vier punten. In 2010 reed hij een dubbel programma in de Duitse 125cc en de FIM MotoGP Rookies Cup. In het Duitse kampioenschap werd hij negende met 84 punten, terwijl hij in de Rookies Cup elfde werd met 46 punten en een zesde plaats op het Circuito Permanente de Jerez als zijn beste resultaat. In 2011 behaalde hij op de Red Bull Ring zijn eerste zege in het Duitse kampioenschap, waardoor hij met 65 punten achtste werd. In de Rookies Cup won hij de seizoensfinale op het Misano World Circuit en werd hij met 105 punten zesde. In 2012 won hij elf van de zestien races in het Duitse kampioenschap, waardoor hij met 275 punten kampioen werd. In de Rookies Cup behaalde hij vier zeges: twee op het TT Circuit Assen en een op zowel Jerez als Silverstone, zodat hij hier met 233 punten eveneens de titel won.
In 2013 debuteerde Alt in de Moto3-klasse van het wereldkampioenschap wegrace op een Kalex KTM bij het team Kiefer Racing. Hij kende een lastig seizoen, waarin een achttiende plaats in de Grand Prix van Indianapolis zijn beste resultaat was. Hij scoorde dat jaar geen kampioenschapspunten. In 2014 nam hij deel aan het Spaanse Moto2-kampioenschap op een Kalex. Hij behaalde een zege op het Autódromo Internacional do Algarve en werd daarnaast in vijf andere races tweede. Met 151 punten werd hij achter Jesko Raffin tweede in de eindstand. Ook reed hij in een aantal races van het Duits kampioenschap Supersport en behaalde hierin een zege op de Motorsport Arena Oschersleben. In 2015 keerde hij terug in het WK wegrace, maar nam hij ditmaal op een Suter voor het E-Motion IodaRacing Team deel aan de Moto2-klasse. Hij had opnieuw een zwaar seizoen, waarin een negentiende plaats in Indianapolis zijn beste resultaat was en zodoende opnieuw geen punten scoorde. Wel reed hij tijdens een natte race in Groot-Brittannië de snelste ronde.
In 2016 stapte Alt over naar het Duits kampioenschap superbike, waarin hij in 2016, 2017, 2021 en 2022 tweede werd in de eindstand. Tevens kwam hij sindsdien regelmatig uit voor Yamaha in het Endurance FIM World Championship; in 2022 won hij in dit kampioenschap samen met Erwan Nigon en Steven Odendaal de Bol d'Or. Daarnaast reed hij in 2017 een gastrace in het Europese Superstock 1000 kampioenschap. In 2023 debuteerde hij in het wereldkampioenschap superbike bij het team Holzhauer Racing Promotion op een Honda.